# Provincia Occidental (Papúa Nueva Guinea)
Provincia Occidental, antes conocida como Provincia de Fly, es la provincia ubicada más al Suroeste de Papúa Nueva Guinea. Su capital es la ciudad de Daru. Tabubil es el asentamiento más grande en la provincia.